# Deer Hunter
Deer Hunter: Interactive Hunting Experience è un videogioco del genere sparatutto in prima persona sviluppato da Sunstorm Interactive e pubblicato nel 1997 da WizardWorks Software per Microsoft Windows. Primo videogioco della serie di giochi di caccia Deer Hunter, in seguito diventata di proprietà di GT Interactive e quindi di Atari, il titolo ha ricevuto conversioni per Macintosh e Game Boy Color. Il videogioco ha venduto 1,5 milioni di copie.

## Modalità di gioco
In Deer Hunter è possibile cacciare cervi utilizzando tre armi in tre differenti aree degli Stati Uniti d'America: Arkansas, Colorado e Indiana.